# كارلوتا موري
كارلوتا موري (بالإنجليزية: Carlotta Joaquina Maury)‏ هي أستاذة جامعية أمريكية، ولدت في 6 يناير 1874 في نيويورك في الولايات المتحدة، وتوفيت في 3 يناير 1938 في يونكيرس في الولايات المتحدة.